# دیوید موری
دیوید موری (انگلیسی: David Murray; ۴ دسامبر ۱۸۸۲ – ۱۰ دسامبر ۱۹۱۵) بازیکن فوتبال اهل پادشاهی متحد بریتانیای کبیر و ایرلند بود.
از باشگاه‌هایی که در آن بازی کرده‌است می‌توان به باشگاه فوتبال اورتون، باشگاه فوتبال پورت ویل، و باشگاه فوتبال لیورپول اشاره کرد.